# Bupleurum

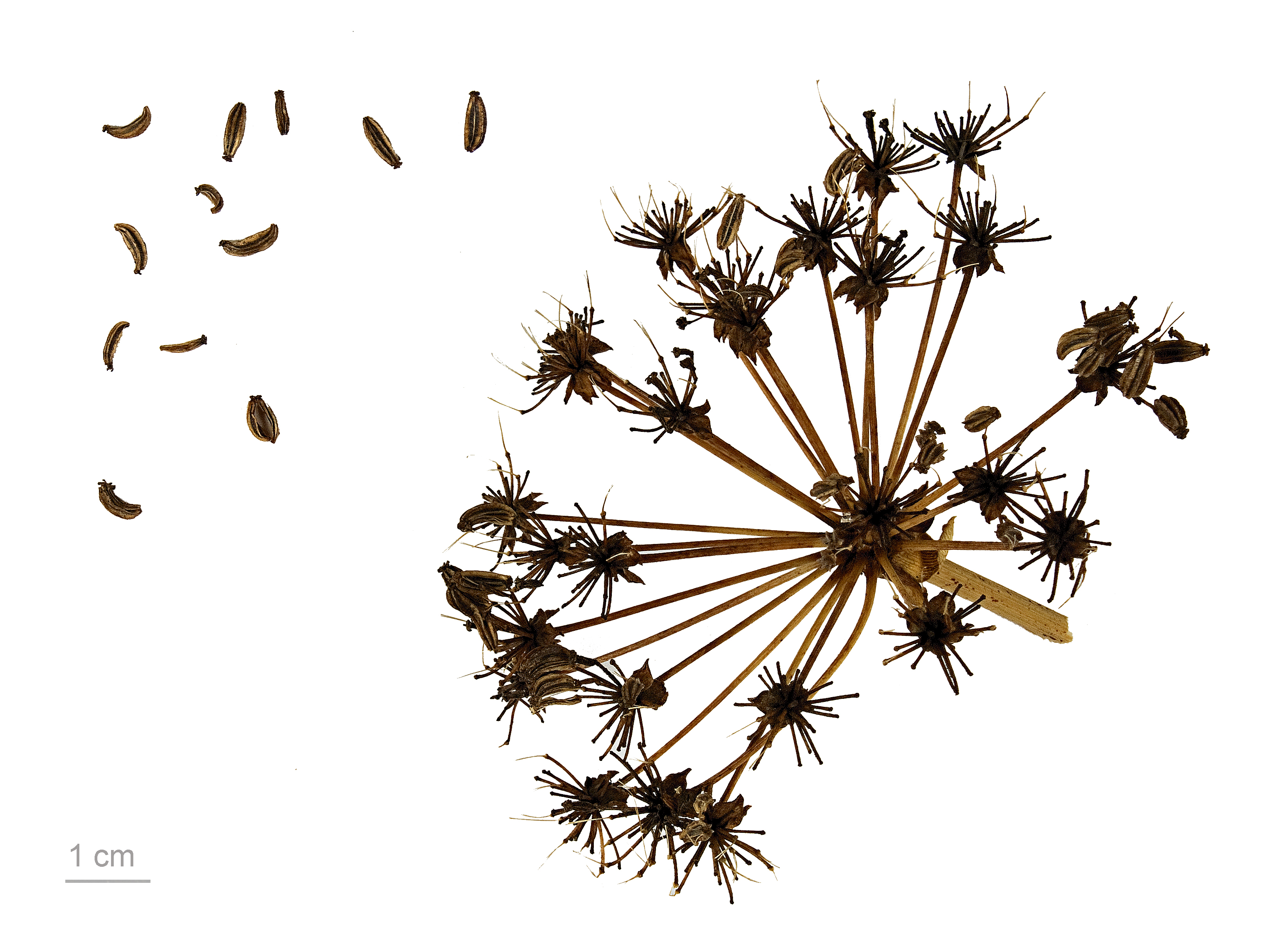
Bupleurum gibraltaicum

Bupleurum là một chi thực vật khá lớn thuộc họ Apiaceae, có khoảng 185 đến 195 loài.
Bao gồm các loài:
- Bupleurum aureum, còn có danh pháp là Bupleurum longifolium fo. normale H. Wolff hay Bupleurum longifolium var. aureum H. Wolff[1] (Tất cả các danh pháp này do Fisch và Hoffm đặt ra. Loài này còn được biết đến trong tiếng Nga là Володушка (Volodushka) và trong tiếng Trung là 金黄柴胡 (jin huang chai hu, kim hoàng sài hồ)[2])
- Bupleurum chinense
- Bupleurum dianthifolium
- Bupleurum elatum
- Bupleurum falcatum
- Bupleurum kakiskalae
- Bupleurum lancifolium

## Hình ảnh

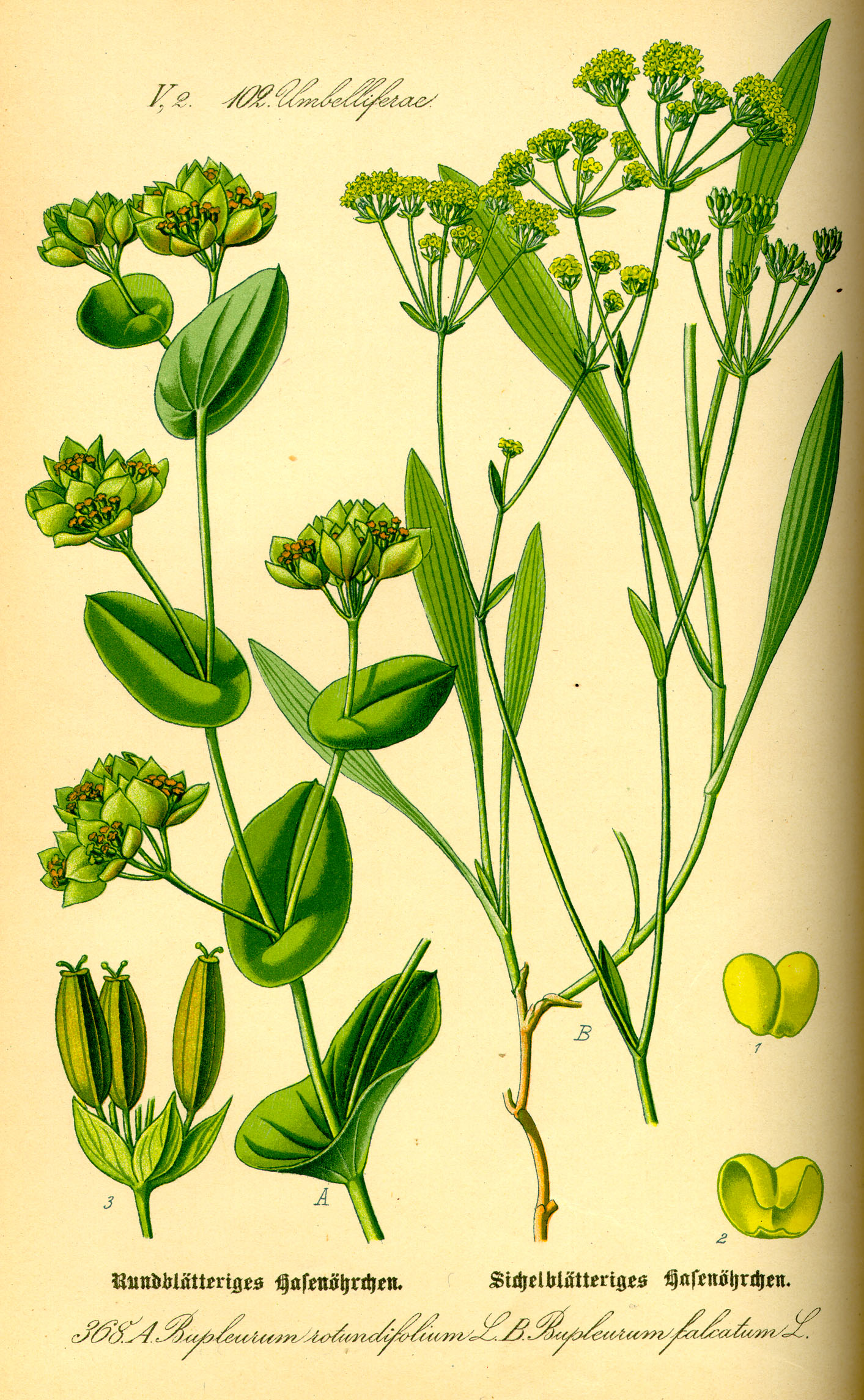
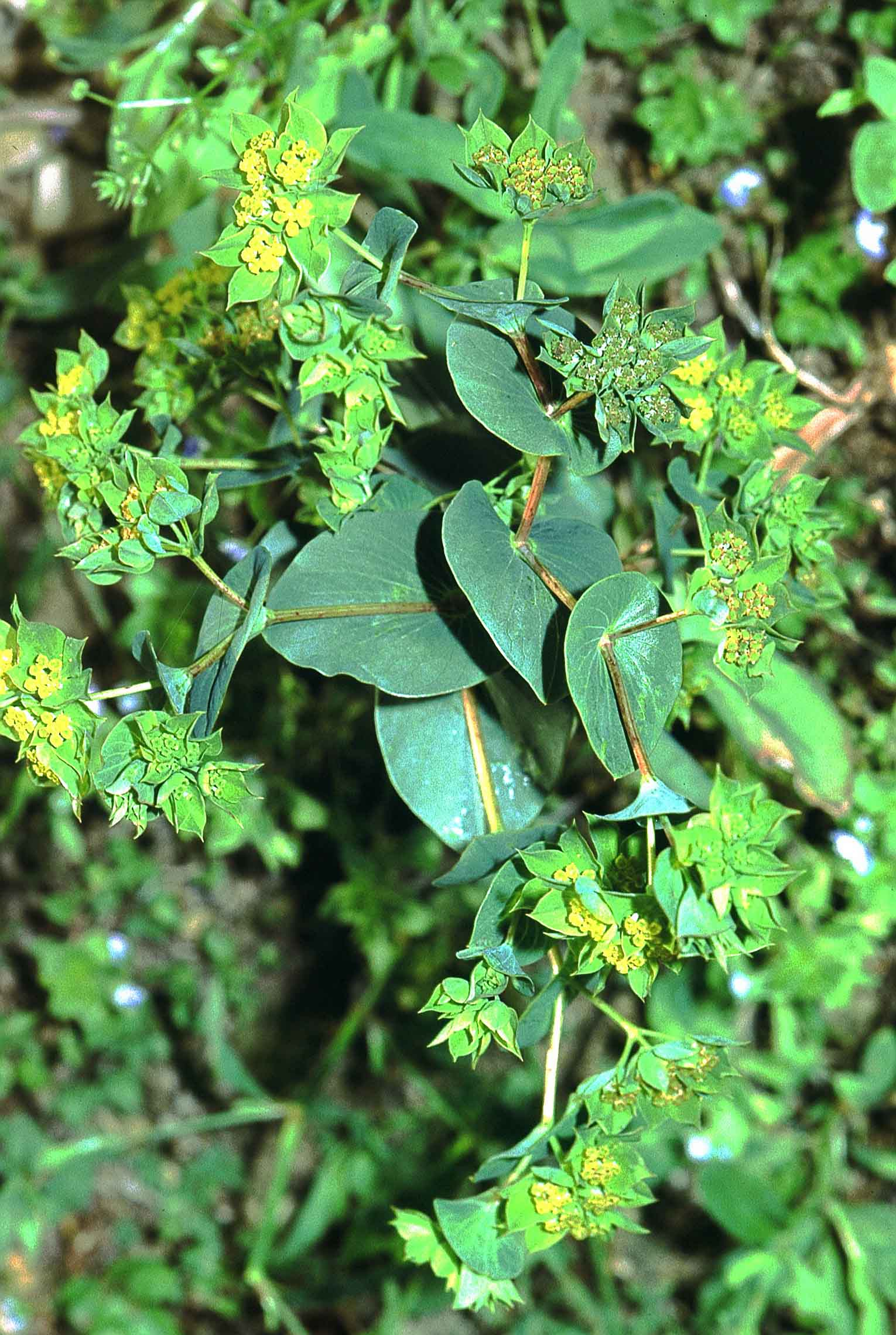
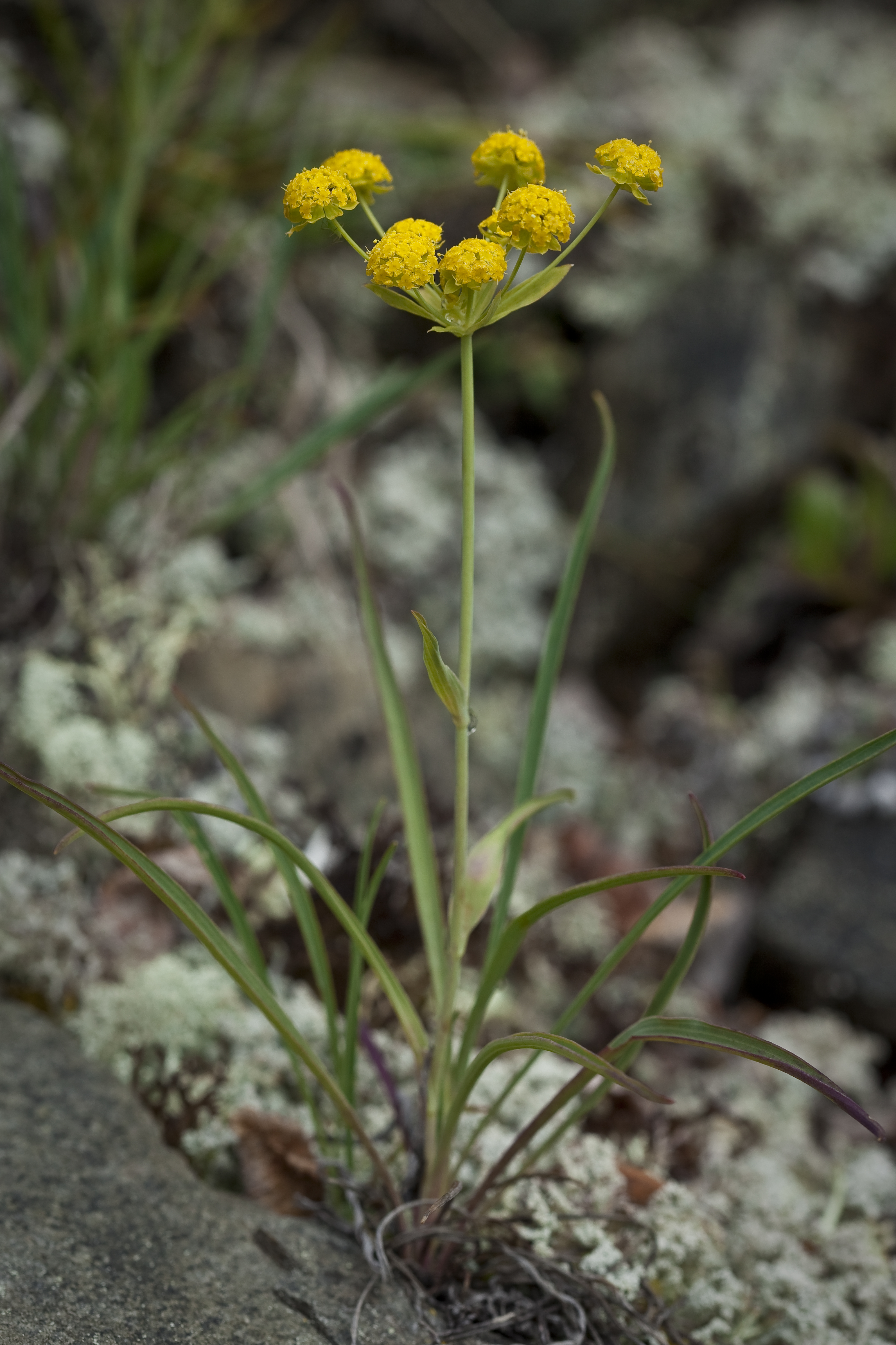